# Friedrich-Stoltze-Preis
Der Stoltze-Preis, auch Friedrich Stoltze-Preis, ist ein in zweijährigen Abständen verliehene Auszeichnung, die seit 2018 von der Stiftung Giersch und der Stiftung der Frankfurter Sparkasse vergeben wird. Der Preis, der mit einer kleinen Büste und seit 2018 mit einem Preisgeld in Höhe von 5.000 Euro verbunden ist, erinnert an den frühen Frankfurter Demokraten, Freiheitsdichter, Satiriker und Mundartpoeten Friedrich Stoltze (1816 – 1891).
In seinem Hauptwerk, der satirischen Wochenzeitschrift Frankfurter Latern hat sich Stoltze trotz Repressionen durch die Zensur für Bürgerrechte, politische Mitbestimmung und Pressefreiheit starkgemacht.
Mit dem Stoltz-Preis werden Persönlichkeiten geehrt, die sich in der Tradition von Friedrich Stoltze kulturell, sozial oder gesellschaftspolitisch für Frankfurt und das Rhein-Main-Gebiet engagieren. Besonders eine humorvolle Art und das Einschlagen eines unkonventionellen Weges sollen laut Satzung für die Vergabe des Stoltze-Preises berücksichtigt werden.
Der Findungskommission für den Preis gehören neben Vertreterinnen und Vertretern der beiden Stiftungen die Kulturdezernentin oder der Kulturdezernent der Stadt Frankfurt und Abgesandte verschiedener Frankfurter Institutionen an.
Der Frankfurter Juwelier Johannes Lueg stiftete den Stoltze-Preis anlässlich der Eröffnung des Stoltze-Museums der Frankfurter Sparkasse im Jahr 1978. Bis 2016 wurde der Preis im Rahmen einer Feierstunde von den Freunden Frankfurts e.V. im Kaisersaal des Römers verliehen. Die Stiftung Giersch und die Stiftung der Frankfurter Sparkasse setzen diese Tradition seit 2018 fort. Die Preisverleihung findet möglichst zeitnah um den Geburtstag Friedrich Stoltzes am 21. November statt. Gastgeber im Kaisersaal ist traditionell der Oberbürgermeister oder die Oberbürgermeisterin bzw. die Kulturdezernentin oder der Kulturdezernent.

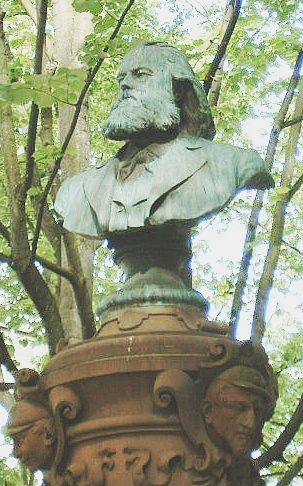
Der Preis wurde nach dieser Büste gestaltet

## Beschaffenheit
Bei dem Preis handelte es sich ursprünglich um eine acht Zentimeter hohe Stoltze-Figur aus Massivsilber, platziert auf einem kleinen Granitsockel, die von Bildhauer Edwin Hüller gestaltet wurde. Der Künstler orientierte sich dabei an der Büste des 1895 eingeweihten und von Friedrich Schierholz gestalteten Stoltze-Brunnens, der sich seit 2018 wieder auf dem Hühnermarkt in der Frankfurter Altstadt befindet. Die aktuelle, 18 cm hohe Bronze-Büste auf Granitsockel erinnert ebenfalls an das Porträt Friedrich Stoltzes auf dem Denkmalbrunnen.

## Preisträger
Die in zweijährigem Abstand stattfindende Preisverleihung wurde 1992 um ein Jahr vorverlegt, um dem Friedrich-Stoltze-Jubiläumsjahr (175. Geburtstag und 100. Todestag) Rechnung zu tragen. Die Verleihung selbst findet im Rahmen einer festlichen Veranstaltung seit 1991 im Römer im Kaisersaal statt und wird entweder vom Oberbürgermeister oder vom Kulturdezernenten vorgenommen. Bisherige Preisträger waren:
| - 1978 Liesel Christ und Richard Klein - 1980 Waldemar Kramer und Wolfgang Klötzer - 1982 Albert Richard Mohr - 1984 Lia Wöhr - 1986 Günther Vogt - 1988 Hilmar Hoffmann - 1990 Werner Wirthle - 1991 Johann Philipp Freiherr von Bethmann - 1994 Bürgermeister a. D. Hans-Jürgen Moog - 1996 Franziska Lenz-Gerharz und Helmut Lenz - 1998 Jutta W. Thomasius | - 2000 Wolfgang Kaus - 2002 Robert Gernhardt - 2004 Carlo Giersch - 2006 Christoph Mäckler - 2008 Hans-Otto Schembs - 2010 Claus Helmer - 2016 Petra Breitkreuz - 2018 Hans Traxler - 2020 Michael Quast - 2022 Michael Herl - 2024 Eva Demski |

## Preisverleihung 2002
Der Preisträger von 2002, der Schriftsteller Gernhardt, führte im Stile Stoltzes in seiner Dankesrede aus:
Lieber Goethe, lieber Stoltze, sind wir nicht vom gleichen Holze?
Lieber Stoltze, lieber Goethe, spielen wir nicht auf gleicher Flöte?
Ich sei, gewährt mir die Bitte, in Eurem Bunde der Dritte.

## Preisverleihung 2016
Die Stoltze-Preisverleihung 2016 war die letzte Auszeichnung, die unter der Ägide der Freunde Frankfurts e.V. stattfand. Sie war in die Jubiläumsfeierlichkeiten zum 200. Geburtstag Friedrich Stoltzes eingebunden. Gewürdigt wurde die Historikerin Petra Breitkreuz, langjährige Kuratorin des Stoltze-Museums der Frankfurter Sparkasse.

## Preisverleihung 2018
2018 zeichneten die Stiftung der Frankfurter Sparkasse und die Stiftung Giersch gemeinsam den Karikaturisten, Cartoonisten und Autor Hans Traxler mit dem Stoltze-Preis aus. Traxler gehört zu den Vertretern der Frankfurter Schule. Wie einst die Karikaturen in Stoltzes satirischem Wochenblatt Frankfurter Latern halten die Zeichnungen von Hans Traxler der Gesellschaft den Spiegel vor. In seiner Rede führte der damalige Vorstand der Frankfurter Sparkasse und stellvertretende Vorsitzende der Stiftung der Frankfurter Sparkasse, Robert Restani, aus: „Stoltzes Medium“ war sein satirisches Wochenblatt Frankfurter Latern. Das der Gruppe um Hans Traxler, Gernhardt, Bernstein, Wächter, Poth u. a. zunächst die pardon, seit 1979 das Magazin Titanic. Ihre Anliegen waren und sind die gleichen: Mit literarischen und künstlerischen Mitteln aufrütteln, Finger in gesellschaftliche Wunden legen, Stellung beziehen, sich selbst nicht so ernst nehmen.

## Preisverleihung 2022
Aufgrund der Coronapandemie musste die Preisverleihung 2020 an den Schauspieler, Kabarettisten, Regisseur und Leiter der Volksbühne im Großen Hirschgraben, Michael Quast, ausfallen. Sie wurde daher am Montag, den 21. November 2022, gemeinsam mit der Verleihung an den Stoltze-Preisträger von 2022, Michael Herl, Schauspieler, Autor und Leiter des Stalburg-Theaters, nachgeholt. Dr. Ingo Wiedemeier, Sprecher des Vorstands der Frankfurter Sparkasse und Stellvertretender Vorsitzender der Stiftung der Frankfurter Sparkasse würdigte in seiner Ansprache „zwei Vollblut-Theaterleute und Wahlfrankfurter, die sich kennen und schätzen.[…] In Ihnen beiden, lieber Herr Quast, lieber Herr Herl, hat Friedrich Stoltze würdige Nachfolger gefunden. Die Stiftung Giersch und die Stiftung der Frankfurter Sparkasse freuen sich, Sie beide heute mit dem Stoltze-Preis auszeichnen zu dürfen.“ Die Dankesreden der beiden Geehrten hatten den gleichen Text und unterschieden sich nur dadurch, dass der jeweils andere darin mit seinem Namen angesprochen wurde.
Damit wurden die beiden Humoristen allen Erwartungen gerecht und bescherten dem Publikum im ehrwürdigen Kaisersaal die wohl lustigste Stoltze-Preisverleihung aller Zeiten.

## Preisverleihung 2024
Am 21. November 2024 wurde die Schriftstellerin Eva Demski von der Stiftung der Frankfurter Sparkasse und der Stiftung Giersch mit dem Stoltze-Preis ausgezeichnet. Dr. Ingo Wiedemeyer, Vorsitzender des Vorstandes der Frankfurter Sparkasse und stellvertretender Vorsitzender der Stiftung der Frankfurter Sparkasse, stellte in seinem Grußwort im Namen beider Stiftungen die klare politische und gesellschaftskritische Haltung sowie den Humor der Preisträgerin heraus. „Ihre Themen und ihre ambivalente Haltung zu Frankfurt verbindet Sie mit dem Frankfurter Lokalpoeten Friedrich Stoltze, der zwar die vielzitierten Verse ‚Es is kaa Stadt uff der weite Welt, die so merr wie mei Frankfort gefällt‘ geschrieben hat, sich aber trotzdem oder gerade deshalb nicht scheute, der Stadtpolitik und dem lokalen Kleingeist kritisch den Spiegel vorzuhalten“, betonte Wiedemeyer. Er hoffe, Eva Demski bleibe dem „Weltkaff“ Frankfurt, wie sie es einmal nannte, noch lange erhalten.
Ergänzt wurde die Preisverleihung von einer kleinen „Koffer“-Ausstellung, die Laudator Dr. h.c. Wolfgang Schopf vom Literaturarchiv der Goethe-Universität in Anlehnung an Demskis autobiografisches Buch „Den Koffer trage ich selber“ zusammengestellt hatte.